# Simson (Unternehmen)

Aktuelles Simson-Logo

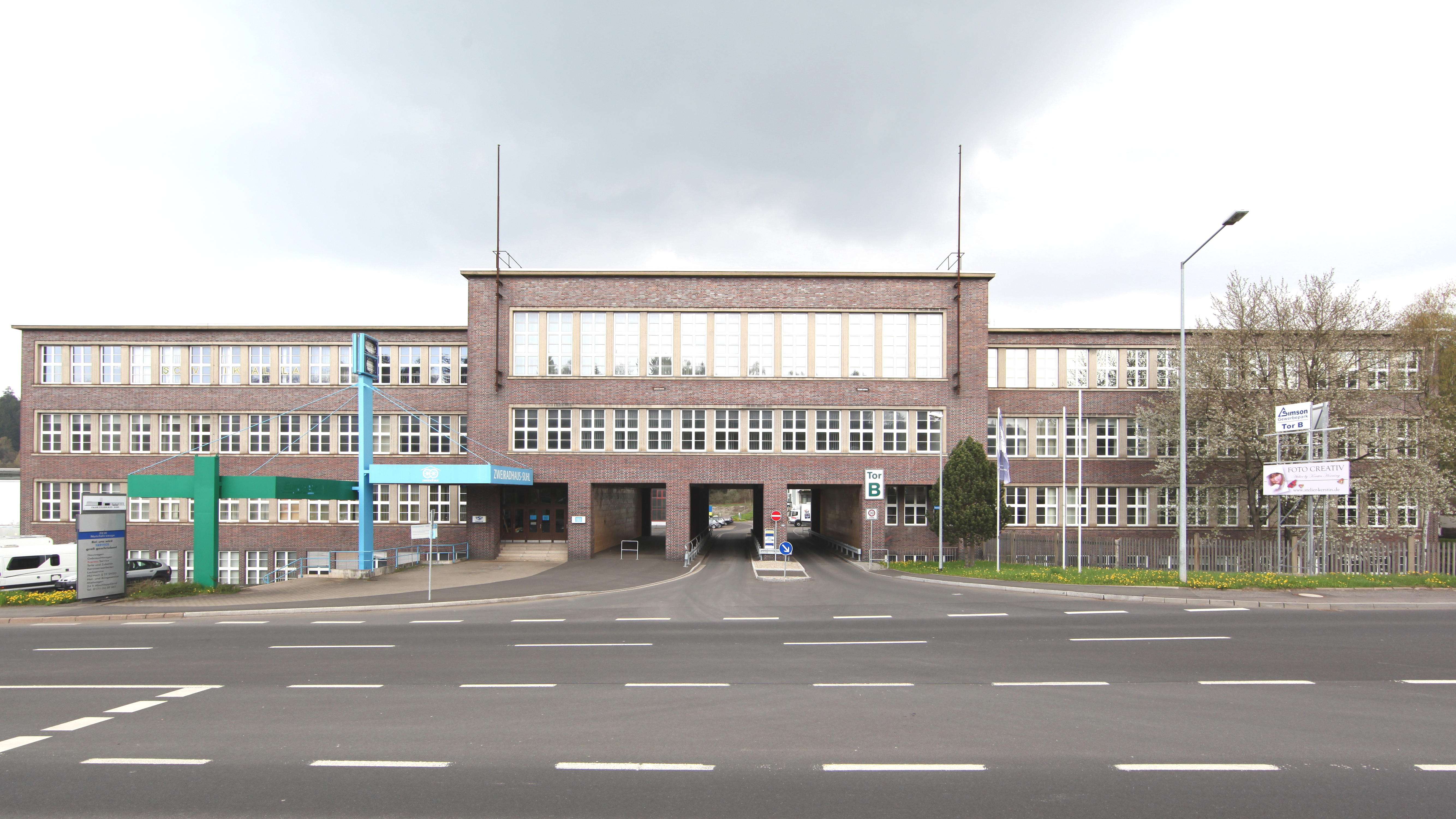
Tor B des Gewerbeparks Simson

Simson ist die Kurzbezeichnung eines ehemaligen Waffen- und Fahrzeugherstellers, der im Laufe seiner Geschichte mehrmals umstrukturiert und umbenannt wurde. Das ursprüngliche Unternehmen wurde 1856 von den beiden jüdischen Brüdern Löb und Moses Simson in der thüringischen Stadt Suhl gegründet. Seine heutige Bekanntheit erlangte Simson durch die in der DDR in großen Stückzahlen hergestellten Zweiräder. Mit insgesamt knapp 6 Millionen hergestellten Kleinkrafträdern war Simson der größte Hersteller von motorisierten Zweirädern Deutschlands.

## Geschichte

### 1856–1933
Basis des Unternehmens war anfangs eine Schneidemühle, die auf Antrag von Andreas Bauer aus Heinrichs mit kurfürstlicher Konzession vom 28. Dezember 1740 in einen Stahlhammer umgewandelt wurde. In diesem Stahlhammer wurde das aus der Region gewonnene Eisenerz zu Stahl geschmiedet. Die Brüder Löb und Moses Simson erwarben 1854 ein Drittel des Betriebs und gründeten daraus 1856 die Firma Simson & Co, die weiterhin Holzkohlenstahl produzierte, der hauptsächlich für die Herstellung von Jagd- und Militärwaffen Verwendung fand. Hauptauftraggeber waren die preußische Armee, die Waffen unter anderem für den Preußisch-Österreichischen Krieg 1866 und den Deutsch-Französischen Krieg von 1870 bis 1871 benötigte, und das sächsische Kriegsministerium.
1871 wurde die erste Dampfmaschine in Betrieb genommen. Im Folgejahr erhielt die Fabrik Staatsaufträge für die Waffenfertigung. Zwischen 1872 und 1876 wurden etwa 150.000 Militärgewehre vom Typ Modell 71 gefertigt. 1880 erfolgte der Beginn der Produktion von Jagdwaffen.
1887 ließ Gerson Simson an das 1882 errichtete Wohnhaus in Suhl Werkstätten, Büro, Revision und Magazin anbauen. 1893 wurde die Produktion von Präzisionsrichtmitteln für die Artillerie aufgenommen. Hauptabnehmer war Krupp.
Ab 1896 erweiterte Simson seine Produktpalette und stellte die ersten Fahrräder her, die englischen Vorbildern ähnelten. Simson wurde bald zu einem der größten Fahrradproduzenten. 1908 kam es zu Streiks in der Belegschaft, die die Wiedereinstellung von zwölf entlassenen Kollegen sowie den Einbau von Öfen und Ventilatoren in einigen Abteilungen forderte. Der Streik endete mit Teilerfolgen für die Mitarbeiter.

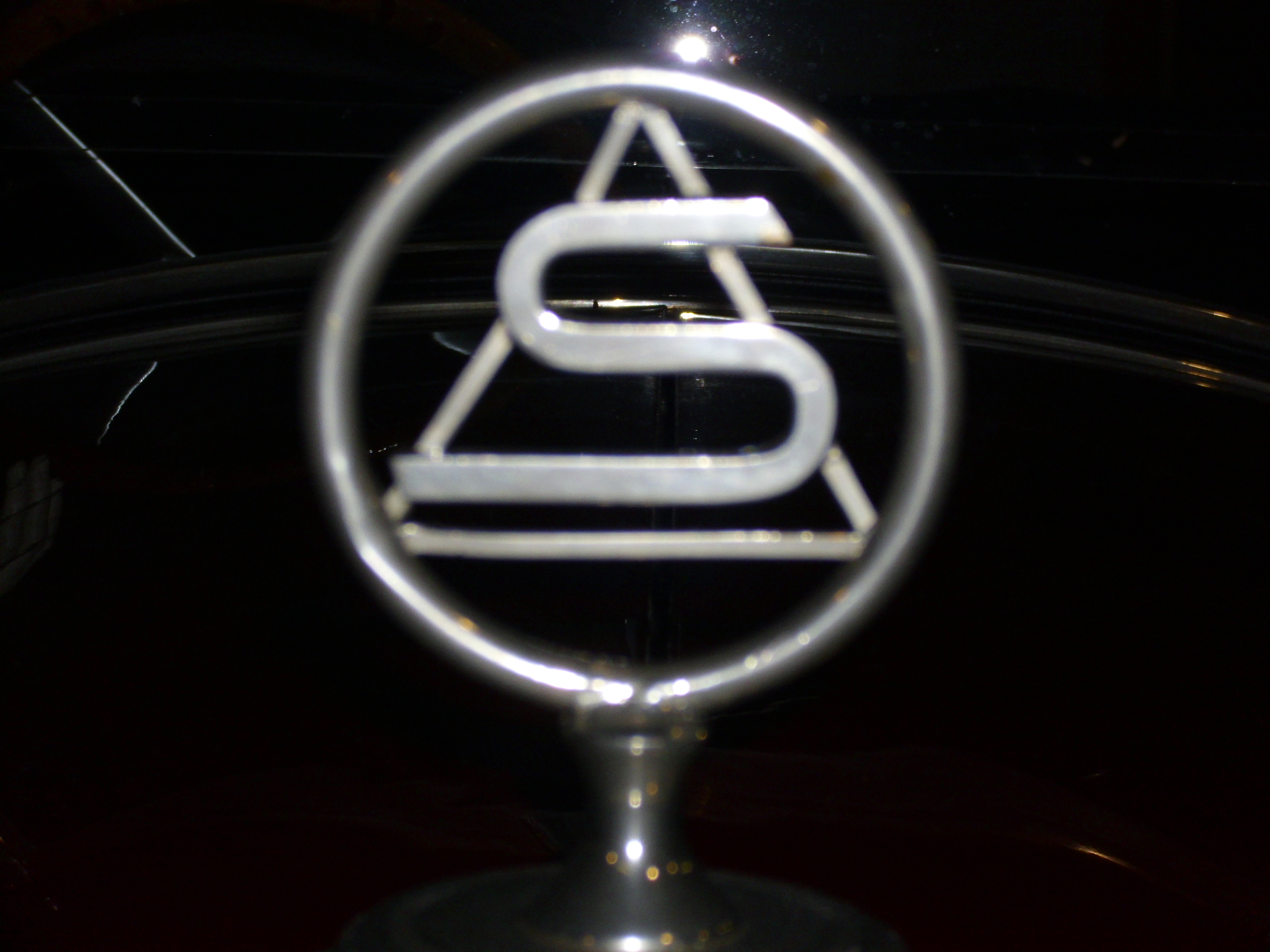
Simson Emblem

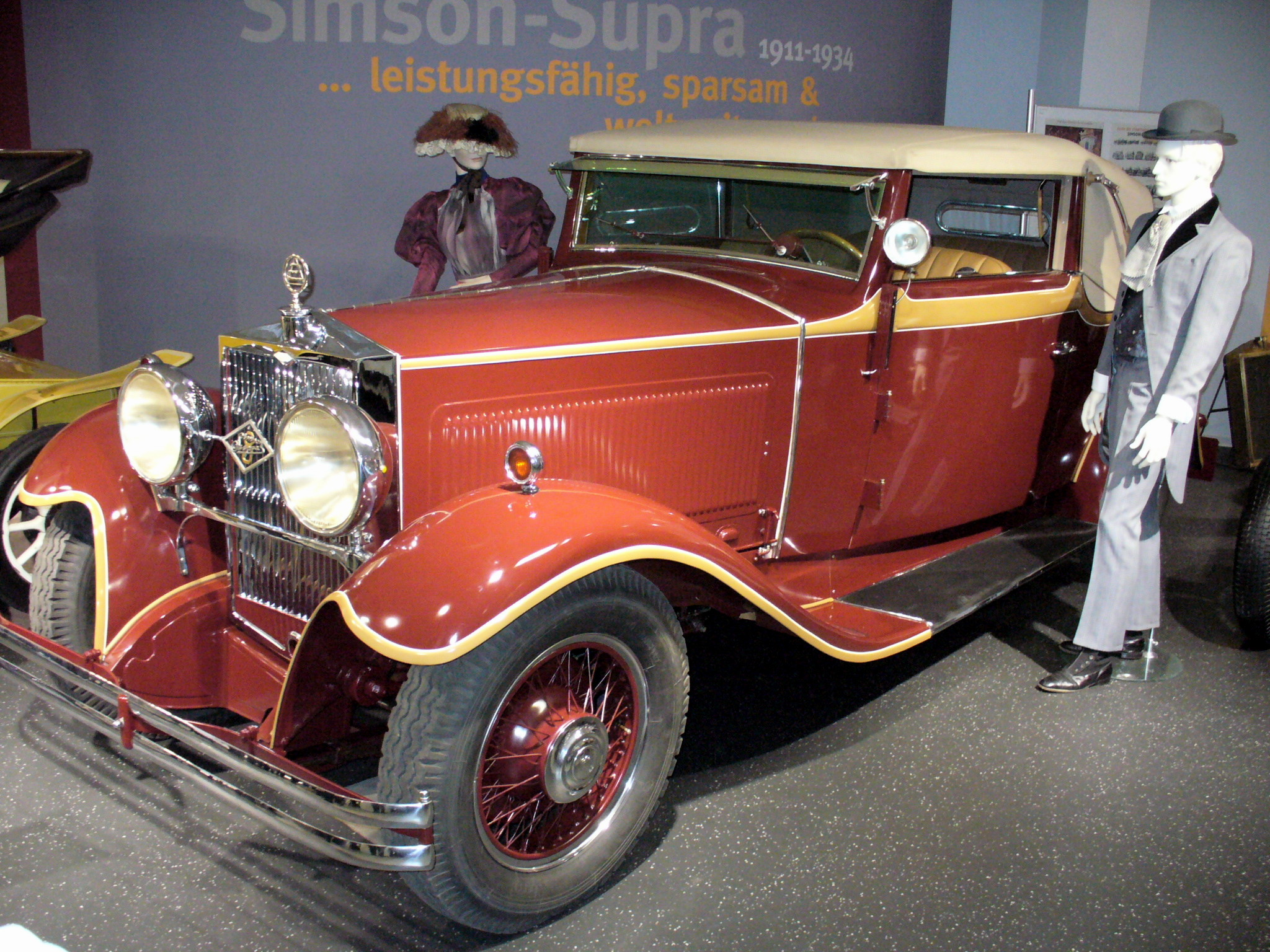
Simson-Supra Typ A im Fahrzeugmuseum im CCS

1907 begann die Entwicklung von Personenkraftwagen. Für die Produktion war eine ehemalige Möbelfabrik in Suhl ersteigert worden. Die Entwicklungsarbeiten waren von mehreren Fehlschlägen gekennzeichnet. Erst 1911 gelang die Konstruktion eines markttauglichen Modells, nachdem der Automobilexperte Paul Henze für mehrere Monate gewonnen worden war. Nach seinen Konstruktionsunterlagen baute der Ingenieur Fritz Hattler Versuchsmuster eines Kleinwagens. 1911 wurde der erste Pkw (Simson A) mit 4-Zylinder-Motor gebaut und ging in Serienproduktion. Infolge der Untermotorisierung wurden jedoch nur wenige Exemplare verkauft. Es folgte die Entwicklung von Varianten mit mehr Leistung.
Wurden 1855 gerade 20 Mitarbeiter beschäftigt, so gab es 1904 bei Simson, dem größten Arbeitgeber Suhls, 1200 und 1918 etwa 3500 Beschäftigte. Während des Ersten Weltkrieges kam es zu einem starken Wachstum und das Unternehmen konnte zwischen 1915 und 1917 seine Produktion vervierfachen. Simson fertigte Teile für Maschinengewehre, Gewehre, kleine Geschütze, Flugmotoren und Sanitätskraftwagen.
Nach dem Ersten Weltkrieg musste die Waffenproduktion eingestellt werden. Allerdings konnte Simson am 25. August 1925 mit der Reichswehr einen Monopolvertrag zur Lieferung von leichten Maschinengewehren, Gewehren, Karabinern und Pistolen abschließen. Infolge des Friedensvertrags von Versailles war das Unternehmen zuvor von den Alliierten zum alleinigen Ausrüster bestimmt worden. Daneben begann das Unternehmen 1924 die Serienproduktion von Automobilen der Luxusklasse, insbesondere des Modells Simson Supra, das auch im Rennsport erfolgreich fuhr. Ab 1930 wurden außerdem Kinderwagen hergestellt.
Die Monopolstellung als einer der wenigen offiziellen Waffenlieferanten der Reichswehr ermöglichte es Simson, die Weltwirtschaftskrise von 1929 gut zu überstehen, während die lokale Konkurrenz von vielen Firmenzusammenbrüchen betroffen war. Dies führte zu Beschwerden und Klagen über die staatlichen Subventionen sowie zur Forderung des Verbandes der Suhler Gewehrfabrikanten e. V., Heeresaufträge nicht nur an Simson zu vergeben. Die Anfeindungen wurden von den Nationalsozialisten aufgegriffen, um die jüdischen Geschäftsführer Arthur und Julius Simson anzugreifen und zu diffamieren.

### 1933–1945
Kurz nach der Machtübernahme der Nationalsozialisten startete der thüringische Gauleiter Fritz Sauckel ein Untersuchungsverfahren mit der Begründung, das Deutsche Reich sei durch das jüdische Unternehmen bei der Abrechnung der staatlichen Aufträge übervorteilt worden. Obwohl der Reichsrechnungshof keine übermäßigen Gewinne feststellen konnte, kam es auf Initiative Sauckels 1934 in Meiningen zu einem Schauprozess gegen Arthur Simson und einige leitende Angestellte wegen „Übervorteilung des Reiches“. Allerdings mussten die inhaftierten Angeklagten ein Jahr später aus Mangel an Beweisen in allen Punkten freigesprochen werden.
Schon vorher, am 19. September 1933, hatte die Simson & Co KG das Unternehmen an die neu gegründete Berlin-Suhler Waffen- und Fahrzeugwerke GmbH verpachtet, um den Familiennamen aus dem Firmennamen zu entfernen. Als Treuhänder wurde Herbert Hoffmann, ein Berliner Kaufmann und NSDAP-Mitglied, eingesetzt. Die Kontrolle über ihr Unternehmen war dadurch der Familie Simson entzogen worden und auf den Treuhänder Hoffmann übergegangen. Zwecks Arisierung wurde das Unternehmen mit einem Wert von etwa 18 Millionen Reichsmark und einem Jahresgewinn 1934 von rund 1,6 Millionen Reichsmark Friedrich Flick für einen Preis von 8 bis 9 Millionen Reichsmark angeboten. Flick lehnte dies aber nach längeren Verhandlungen ab.
Am 1. September 1934 wurde die Automobilproduktion zugunsten der Rüstungsproduktion eingestellt.
Im August 1935 erwirkte Sauckel ein Revisionsverfahren vor dem Oberlandesgericht Jena, diesmal unter Ausschluss der Öffentlichkeit. Das endete mit einem Schuldspruch und einer Geldbuße von 9,75 Millionen Reichsmark gegen die Inhaber. Der angebliche Übergewinn wurde durch die deutsche Revisions- und Treuhand AG errechnet. Das nötige Geld konnte nur durch einen unter Waffengewalt erzwungenen Verzicht der Eigentümer Julius und Arthur Simson auf das Werk beglichen werden, sodass am 28. November 1935 das Unternehmen auf Fritz Sauckel übertragen wurde. Die Familie Simson konnte 1936 in die Schweiz fliehen und wanderte in die USA aus. Der Name Simson wurde schließlich aus der Firmenbezeichnung gestrichen.

Logo der Gustloff-Werke

Das übernommene Vermögen bildete in der Folge den Grundstock für die 1936 gegründete Wilhelm-Gustloff-Stiftung. Im gleichen Jahr lief unter dem Namen BSW 98 in Suhl das erste motorisierte Zweirad des Herstellers vom Band, das damals noch als Motorfahrrad galt. Mit Beginn des Zweiten Weltkrieges wurde die Produktion von Fahrrädern, Kinderwagen und Motorrädern eingestellt und auf Waffen umgestellt. Das Unternehmen firmierte ab 1939 unter Gustloff-Werke – Waffenwerk Suhl. 6000 Mitarbeiter fertigten diverse Kriegswaffen wie Karabiner, Maschinengewehre und leichte Flugabwehrkanonen. Der Umsatz betrug mit militärischen Erzeugnissen 1940 knapp 43 Millionen Reichsmark, während der Umsatz der zivilen Produktion, die im darauffolgenden Jahr eingestellt wurde, nur bei etwa 3,3 Millionen Reichsmark lag. Unter anderem wurden in Suhl allein im Jahr 1944 fast 62.000 Maschinengewehre 42 und 2500 Lafetten für die 2-cm-Flak 38 hergestellt. Neben dem Stammwerk entstand 1938 in Schmiedefeld am Rennsteig ein Zweigwerk zur Lauffertigung von Maschinengewehren. Das sogenannte Rennsteigwerk lag direkt am Bahnhof Rennsteig. 1940 folgten das Gustloffwerk in Meiningen für die Produktion der Panzerbüchse 39, des MG 13 und der 2-cm-Flak 38 sowie ein Werk in Greiz für die Fertigung von Gewehrläufen. Schließlich nahm 1942 in Litzmannstadt ein weiteres Zweigwerk die Fertigung des MG 42 auf, die im August 1944 nach Suhl verlagert wurde.
| Jahr | Zulassungszahlen |
| ---- | ---------------- |
| 1933 | 27               |
| 1934 | 21               |
| 1935 | 5                |
| 1936 | 2                |
| 1937 |                  |
| 1938 |                  |

### 1945–1990

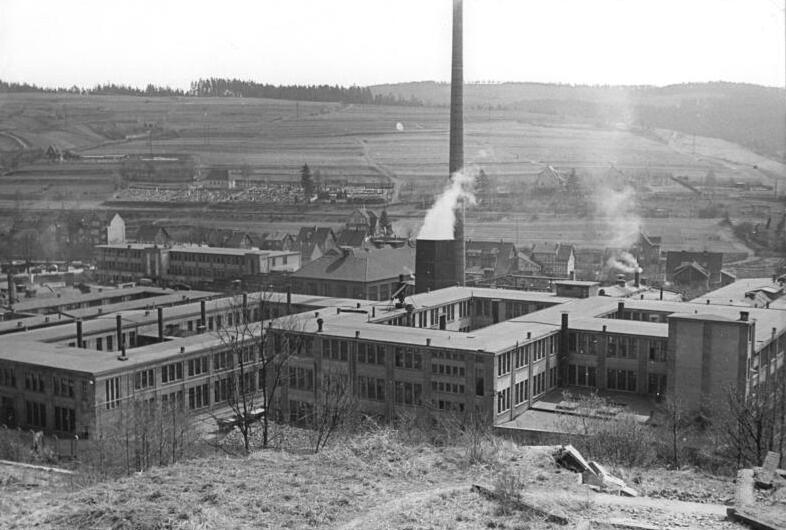
VEB Fahrzeug- und Gerätewerk Simson-Suhl (1959)

Nach dem Zweiten Weltkrieg wurde das Werk von den Alliierten als Rüstungsbetrieb eingestuft und 1946 weitgehend demontiert. Etwa 4300 Maschinen wurden als Reparationsleistungen in die Sowjetunion transportiert. Mit den verbliebenen knapp 900 Anlagen begann die Produktion von Jagdwaffen, Kinderwagen und Fahrrädern, die größtenteils als weitere Reparationen in die Sowjetunion gingen. 1947 wurde der Betrieb in die Weimarer Zweigstelle der sowjetischen Aktiengesellschaft SAG Awtowelo (AWO) eingegliedert.
Ende 1948 erhielt das Werk von der Sowjetischen Militäradministration (SMAD) den Befehl, ein Motorrad mit einem 250-cm³-Viertaktmotor zu bauen, die spätere AWO 425. Bereits 1950 konnte die Produktion des der EMW beziehungsweise BMW R 25 ähnelnden Maschine aufgenommen werden, von der bis zur Produktionseinstellung Ende 1961 etwa 210.000 Stück hergestellt wurden. Mit dem Hochfahren der Mopedproduktion wurde 1957 die Produktion von Fahrrädern eingestellt.

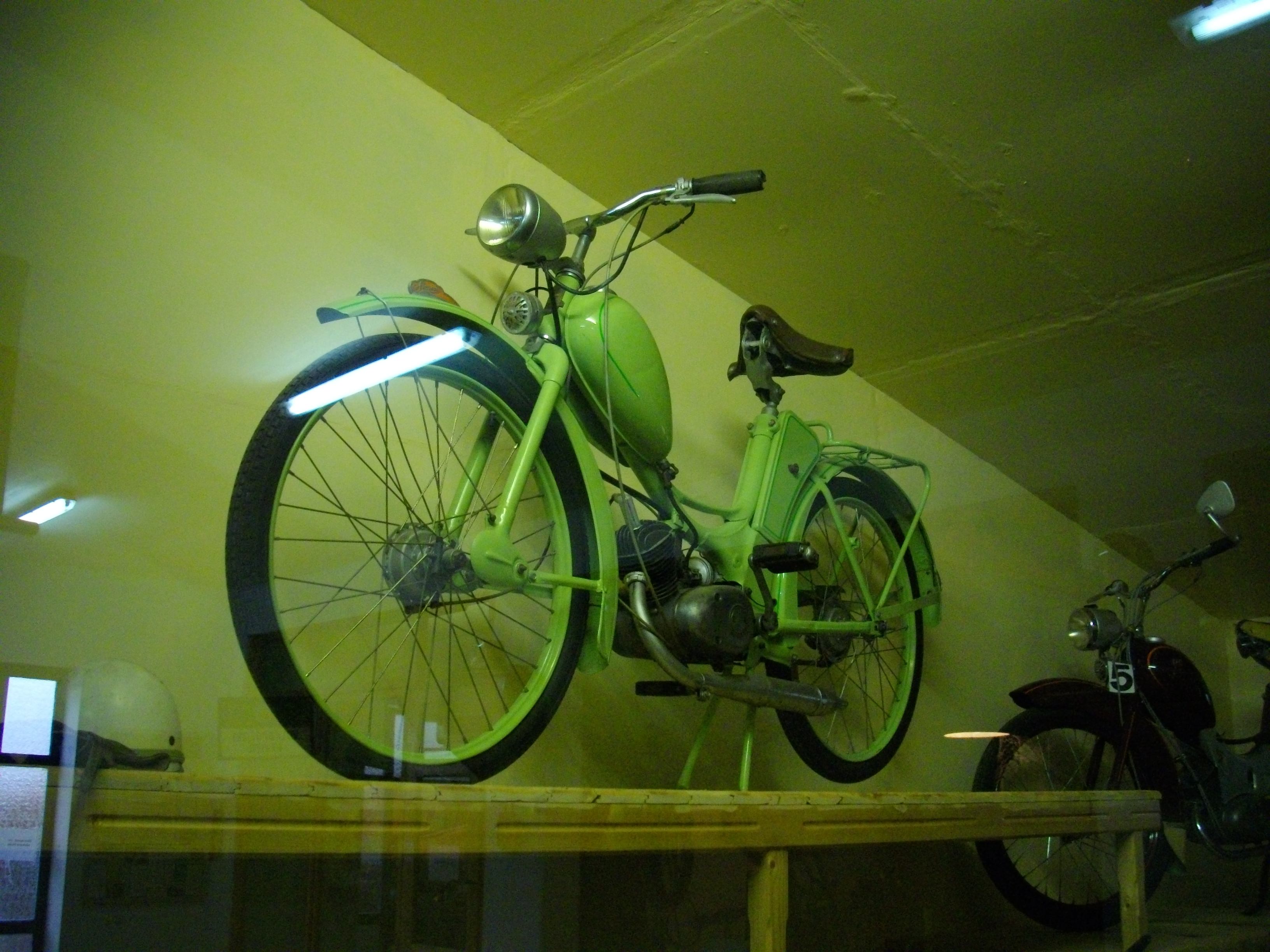
Mit dem SR1 begann 1955 die Mopedproduktion

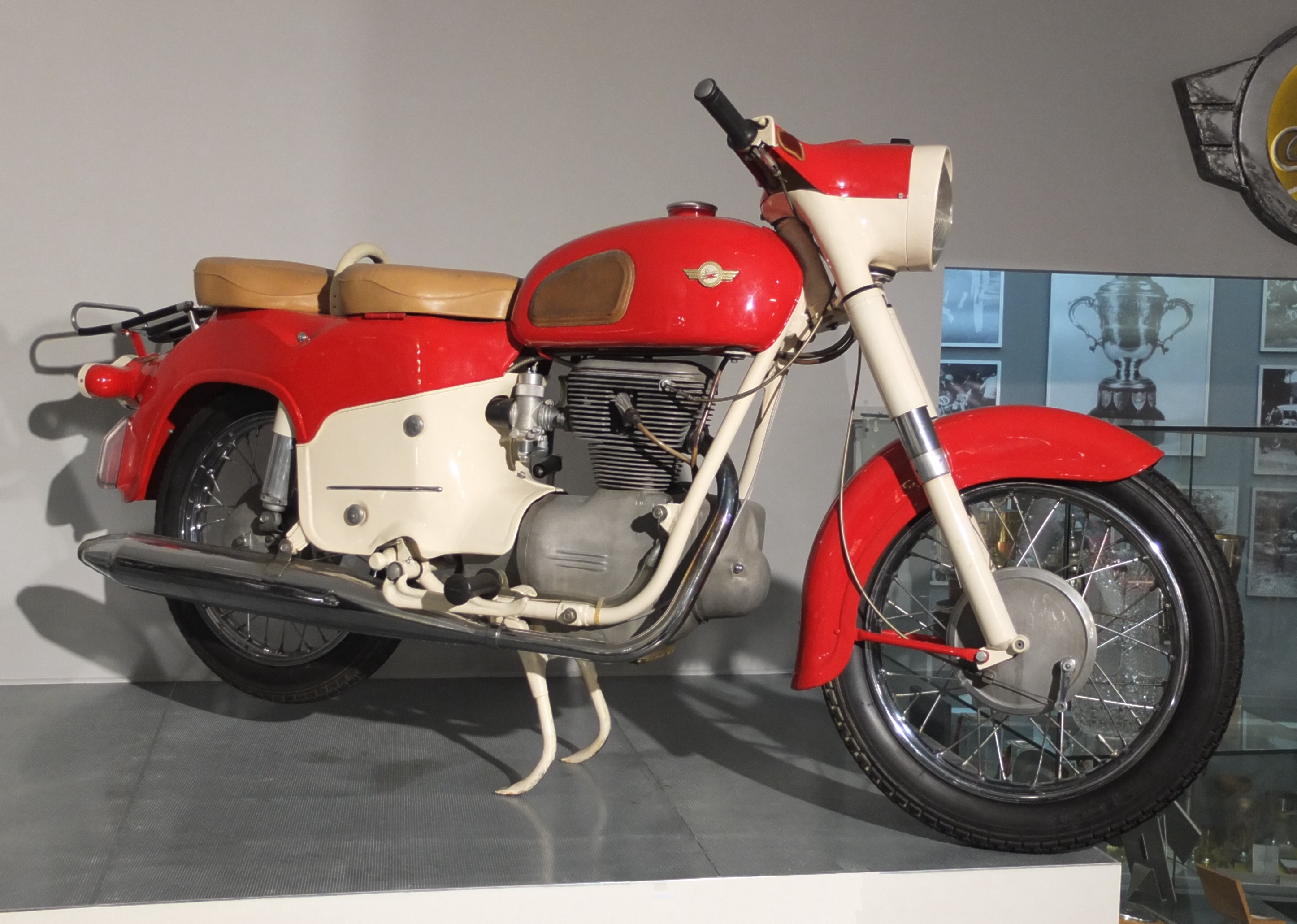
Simson S350 (1960), ein nicht in Serie gegangenes Motorrad mit 350 cm³ im Fahrzeugmuseum Suhl

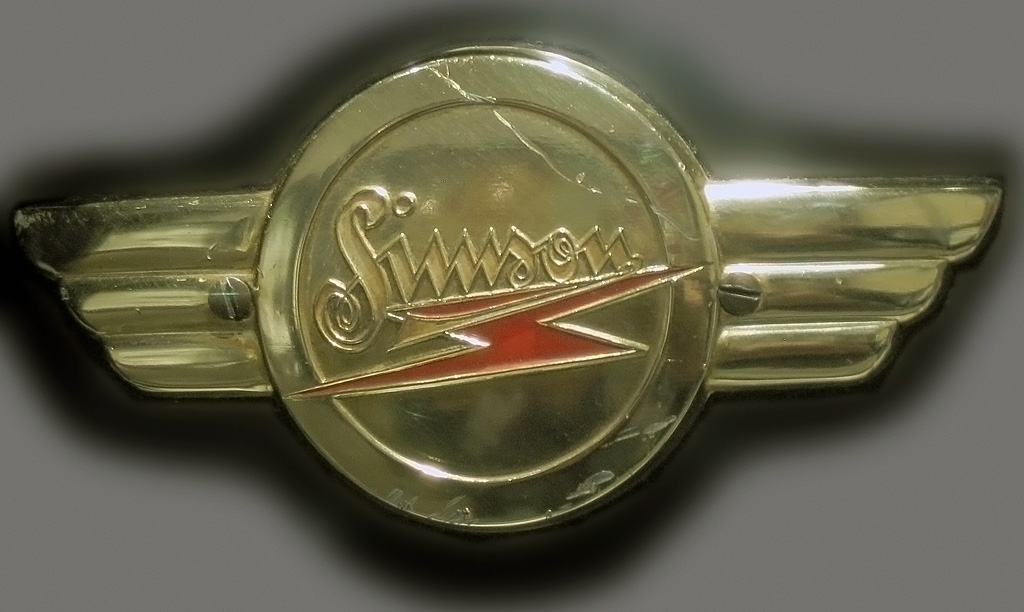
Simson-Emblem am Tank eines Motorrades der Streitkräfte der Deutschen Demokratischen Republik im Militärhistorischen Museum der Bundeswehr

Am 1. Mai 1952 wurde der von nun an volkseigene Betrieb als VEB Fahrzeug- und Gerätewerk Simson Suhl in der späteren IFA – Industrieverband Fahrzeugbau der DDR, eingegliedert. Produziert wurden neben der AWO 425 ab 1955 auch Mopeds, Mokicks und Roller. Aufgrund des Beschlusses, die Motorradproduktion in der DDR ausschließlich von MZ durchführen zu lassen, folgte ab 1962 nur noch der Bau von Mopeds und anderen Kleinkrafträdern. Diese Aufteilung der Marktsegmente blieb bis zum Ende der DDR bestehen. Bereits am 13. September 1962 verließ das einmillionste Kleinkraftrad die Produktionshallen bei Simson. Mit dem Produktionsbeginn der Schwalbe 1964 und des S 50 im Jahr 1975 wurden die in der DDR bekanntesten und weitestverbreiteten Kleinkrafträder hergestellt. Auch im Motorsport betätigte sich Simson weiter, unter anderem wurde 1964 mit der Simson GS 50 und GS 75 die Silbervase bei der 39. Internationalen Sechstagefahrt im heimischen Thüringer Wald errungen.
Nachdem zwischenzeitlich zwecks Erhöhung der Mopedproduktion die Waffenherstellung in das „VEB Ernst-Thälmann-Werk Suhl“ ausgelagert wurde, kam es zum Jahresbeginn 1969 wieder zur Zusammenlegung der Werke, woraufhin der Betrieb von da an VEB Fahrzeug- und Jagdwaffenwerk „Ernst Thälmann“ hieß. Ende der 1980er Jahre hatte das Suhler Werk etwa 4000 Mitarbeiter, die pro Jahr knapp 200.000 Kleinkrafträder produzierten. Die Mopeds wurden ab den 1970er Jahren international vorrangig im Ostblock verkauft, außerdem auch im Vorderen Orient und in Afrika. Bereits vor 1964 wurden die Simson-Kleinkrafträder in 50 Länder exportiert. In Westdeutschland wurden die Kleinkrafträder von Simson bis auf wenige Ausnahmen nicht angeboten. Sie entsprachen einigen Autoren zufolge nicht mehr dem Qualitäts- und Entwicklungsstand, wobei auch in den 1980er Jahren noch moderne Produkte wie der SR50 auf den Markt kamen, für den sogar ein Elektromotor entwickelt wurde.
In der DDR waren Simson-Mopeds, -Mokicks und -Roller allgegenwärtig. 1975 gab es in der DDR 123,2 Stück pro 1000 Einwohner, das heißt, die Ausstattung der dortigen Bevölkerung mit Kleinkrafträdern übertraf die in der Bundesrepublik (31,2 Stück pro 1000 Ew.) um knapp das 4-fache, während der Ausstattungsgrad der Bundesrepublik mit Pkw den der DDR zur gleichen Zeit um das 2,6-fache übertraf.

### Das Ende des VEB Simson Suhl (1990–1991)
Im Zuge der politischen Wende 1989/1990 wurde der volkseigene Betrieb Fahrzeug- und Jagdwaffenwerk „Ernst Thälmann“ Simson Suhl der Treuhandverwaltung unterstellt und aus formalen Gründen in die beiden Gesellschaften Simson Fahrzeug GmbH sowie Jagd- und Sportwaffen GmbH in Privateigentum übergeführt. In dieser Zeit brach der Exportmarkt für Simson infolge der politischen Veränderungen schlagartig zusammen. Auch die Nachfrage im Inland ging stark zurück. Die meisten der 4000 Mitarbeiter wurden entlassen und die Produktion verringerte sich auf nur noch 5000 Kleinkrafträder im Jahr 1991. Im März des Jahres wurde die Liquidierung des Unternehmens durch den Vorstand der Treuhandanstalt eingeleitet, die Produktion kam zum 31. Dezember 1991 zum Erliegen. Ausgerechnet in dieser Zeit des Zusammenbruchs wurde Thomas Bieberbach auf einer Simson GS 80 WKH, in der Klasse bis 80 cm³ Zweitakt, Enduro-Weltmeister 1990.

### Gründung der Suhler Fahrzeugwerk GmbH und neue Modellbezeichnungen
Ende 1991 schlossen sich einige der ehemaligen Mitarbeiter zur „Suhler Fahrzeugwerk GmbH“ zusammen und nahmen Anfang 1992 die Fertigung wieder auf. Dabei konnte auf die Produktionsanlagen, das umfangreiche Know-how und technische Unterlagen zurückgegriffen werden. Die meisten Zuliefererbetriebe waren zugrunde gegangen, sodass es auf neue Kontakte ankam.
Zunächst wurde die Produktion der bekannten Typen mit leichten Modifikationen fortgesetzt. Unter anderem entfiel die beliebte 60-km/h-Ausführung, weil die betreffende DDR-Regelung, dass Kleinkrafträder bis zu 60 km/h fahren dürfen, nicht in bundesdeutsches Recht übernommen worden war. Dennoch gelang es, in kleinem Maßstab eine stabile Produktion aufzubauen. Mit optischen Modifikationen, technischen Extras und griechischen Buchstaben als Modellbezeichnung gelang es ab 1993, die neuen Simsons deutlicher von der Masse der Gebrauchtfahrzeuge abzuheben und moderner erscheinen zu lassen. Die Neuerungen brachten jedoch erhöhte Kosten mit sich, weshalb die Modellpolitik der alpha-, beta- und gamma-Serie nur wenige Jahre lang verfolgt werden konnte.
In diesem Zeitabschnitt gab es einige Innovationen bei Simson. 1992 wurde ein Lastendreirad Typ SD 50 in die Fertigung aufgenommen, das eine Marktnische ausfüllen sollte. Ebenfalls innovativ war der Kleinroller gamma E mit Elektromotor, der noch zu DDR-Zeiten entwickelt wurde. Der Verkaufspreis lag mit über 5000 DM jedoch so hoch, dass nur wenige Exemplare verkauft wurden und die Produktion wieder beendet werden musste. 
Ab 1993 bis 1996 wurde zudem der Hotzenblitz durch die Hotzenblitz Thüringen Mobile GmbH in den Fertigungshallen der Suhler Fahrzeugwerk GmbH produziert.

### Produktvielfalt und Niedergang von Simson (1996–2003)

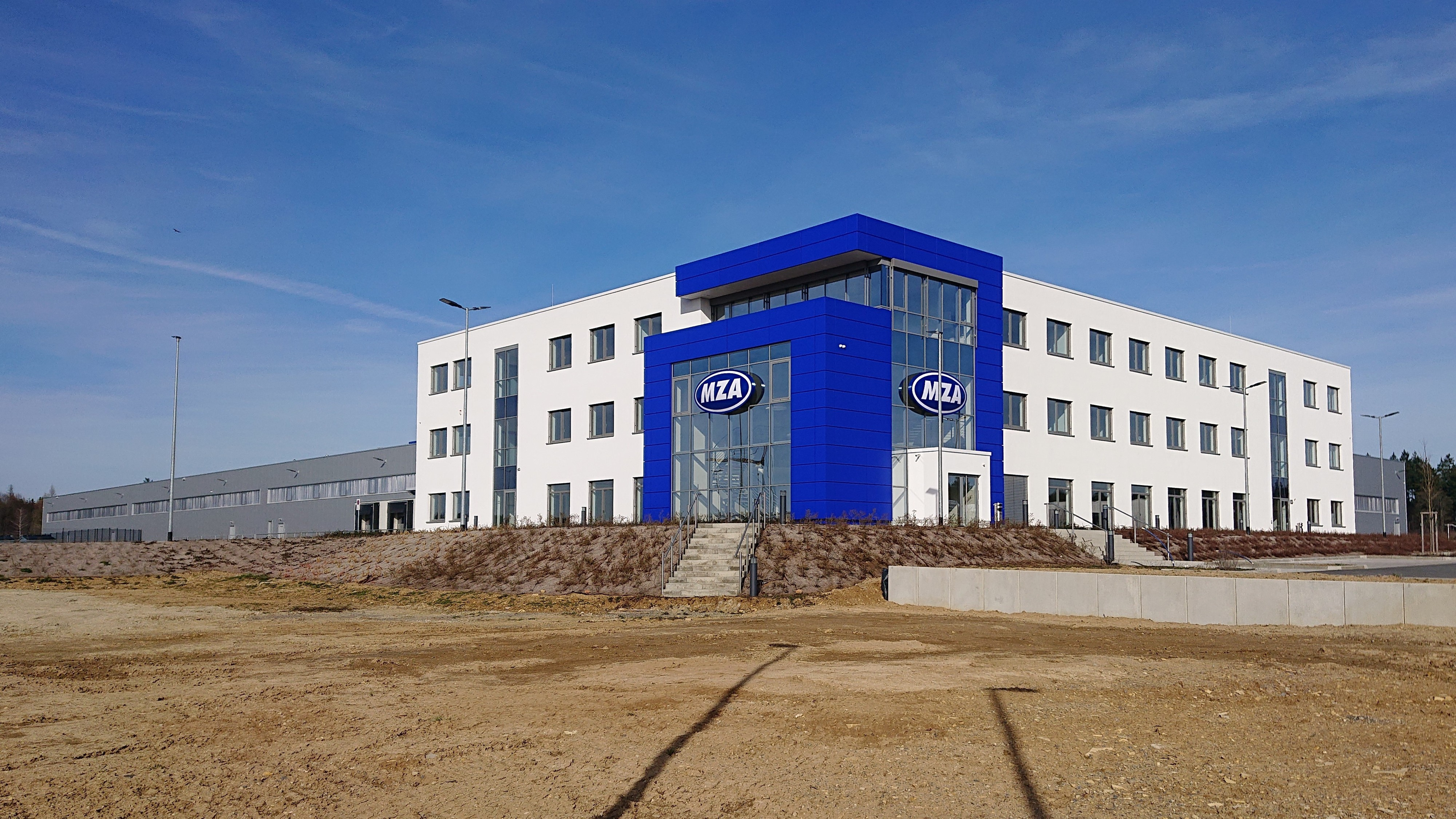
MZA im Meininger „IG Rohrer Berg“

Das Jahr 1996 markierte einen Wendepunkt für Simson. Die Modellpalette wurde erheblich ausgeweitet und diverse Neuentwicklungen in Serie übergeführt. Die Bezeichnung in griechischen Buchstaben wurde aufgegeben, stattdessen wurden die bereits zu DDR-Zeiten verwendeten Vogelnamen aufgegriffen. Neben diversen aufgewerteten Fahrzeugen wurden auch wieder die einfachen Grundausstattungen der in der DDR entwickelten Typen S 53 und SR50/1 zu relativ niedrigen Preisen angeboten. Am anderen Ende der Skala kamen ein moderner Scooter mit stufenlosem Automatikgetriebe, sportliche Mokicks mit Zentralfederbein und andere Typen ins Angebot. 1998 stieg man mit einer Motorrad-Neuentwicklung in die 125er Klasse ein.
Die neu entwickelten Fahrzeuge verkauften sich nur schleppend. Sie wiesen diverse konstruktive Schwächen auf und waren den alten ausgereiften DDR-Baumustern nicht ebenbürtig. Auch die Entwicklung und Markteinführung des Motorrades Simson Schikra gestaltete sich kostenintensiv und fehlerbehaftet. Unverständlich erscheint es auch, dass keine Anstrengungen zur Erschließung von Exportmärkten unternommen wurden. Die Suhler Zweirad GmbH, die 1997/98 schrittweise die bisherige Suhler Fahrzeugwerk GmbH übernommen hatte, musste im Januar 2000 Insolvenz anmelden. Auch politisch motivierte Unterstützung durch das Land Thüringen in Form der TIB (Thüringer Industrie Beteiligungsgesellschaft) konnte das Scheitern nicht verhindern.
Ein neuer Investor, der Engineering-Dienstleister KONTEC, setzte die Produktion ab Juni 2000 mit nochmals stark reduzierter Mitarbeiterzahl unter dem Namen SIMSON MOTORRAD GmbH & Co KG fort. Innovationen bei den 125er Motorrädern und später auch den Kleinkrafträdern sollten dem Unternehmen zu neuem Erfolg verhelfen. Zahlreiche, teilweise virtuose Entwürfe wie Simson Insect, Schwalbe II, das Kick-Board Raven und ein Superbike Simson Hyper-Bike zeugen von großen Vorhaben des damaligen Investors. So ambitioniert die Entwürfe auch erscheinen mögen – sie lassen eine eklatante Fehleinschätzung der realen Marktlage und der Möglichkeiten am Produktionsstandort in Suhl erkennen. Die Nachfrage nach einfachen, robusten Kleinkrafträdern wurde verkannt. 95 % der seit 1992 verkauften Fahrzeuge waren auf den DDR-Baumustern S 53 und SR 50/1 basierende Modelle. Fehler in der Geschäftsführung führten außerdem zu ständigen Lieferschwierigkeiten. Das Image der Traditionsmarke wurde zusätzlich durch den Vertrieb von billigen Importfahrzeugen unter dem Namen Simson stark beeinträchtigt. Im Juni 2002 musste Simson erneut Insolvenz anmelden. Am 30. September wurde die Fahrzeugproduktion endgültig eingestellt. Weil sich kein neuer Investor fand, kam es am 1. Februar 2003 zur Zwangsversteigerung des gesamten Betriebsvermögens inklusive der Produktionsanlagen.
Von 1992 bis 2002 wurden insgesamt etwa 47.000 Mofas, Kleinkraft- und Leichtkrafträder verkauft. Zum Vergleich: in den 1980er Jahren betrug der Jahresausstoß bei Simson knapp 200.000 Fahrzeuge.
Parallel zu den beschriebenen Entwicklungen wurde am 1. Juli 1996 gemäß § 2 Abs. 3 TreuhLÜV die Liquidation der Suhler Fahrzeugwerk GmbH wieder aufgehoben und mit völlig neuer Struktur als Simson Gewerbepark GmbH gegründet. Später erfolgte eine Umbenennung in TLG Gewerbepark Simson GmbH. Dieses Unternehmen, eine Tochtergesellschaft der TLG Immobilien GmbH, existiert bis heute (Stand 2016), unterhält die Immobilien der ehemaligen Produktionsstätten und verwaltet die Markenrechte.

### Ab 2003
Die seit 1993 bestehende MZA (Meyer-Zweiradtechnik-Ahnatal) GmbH erwarb zur Zwangsvollstreckung im Februar 2003 den Großteil der Vermögenswerte, wie die Waren- und Lagerbestände, Produktionsvorrichtungen sowie Zeichnungs- und Urheberrechte von Simson. Weiterhin wurde eine Vereinbarung über die Nutzung des Markennamens Simson mit der TLG Gewerbepark Simson GmbH geschlossen. Im Unterschied zu allen vorhergehenden Simson-Unternehmen produziert MZA keine Neufahrzeuge. Das Unternehmen produziert Ersatzteile für fast alle bisher gebauten Simson-Modelle sowie seit 2009 neue Motoren vom Typ M541 (50 cm³) und M741 (70 cm³). Zunächst im Gewerbepark Simson in Suhl ansässig, produziert die MZA GmbH seit 2019 am neuen errichteten Standort im Industriegebiet „IG Rohrer Berg“ in Meiningen. Die Produkte von MZA können vom Endverbraucher über Händler oder nach Onlinebestellung in sogenannten Abholshops bezogen werden.

## Hergestellte Produkte und Fahrzeuge

### Unter Führung der Familie Simson
- Ausgangsprodukte zur Herstellung von Äxten, Meißeln, Hellebarden, Rohre für die Suhler
- ab 1896 luftbereifte Fahrräder
- ab 1911 erste Pkw
- während des Ersten Weltkrieges Waffenproduktion (Karabiner, Maschinengewehre, Pistolen, leichte Geschütze, Flugmotoren und Sanitätskraftwagen)
- nach dem Ersten Weltkrieg Serienproduktion von Automobilen der Luxusklasse, speziell des Modells Simson Supra, sowie von Kinderwagen

| Typ                     | Bauzeitraum | Zylinder | Hubraum  | Leistung            | Höchst- geschwindigkeit |
| ----------------------- | ----------- | -------- | -------- | ------------------- | ----------------------- |
| Typ A (6/12 PS)         | 1914–1915   | 4 Reihe  | 1462 cm³ | 22 PS (16,2 kW)     | 55 km/h                 |
| Typ C (10/28 PS)        | 1914–1915   | 4 Reihe  | 2614 cm³ | 28 PS (20,5 kW)     | 65 km/h                 |
| Typ D (14/45 PS)        | 1919–1923   | 4 Reihe  | 3538 cm³ | 45 PS (33 kW)       | 90 km/h                 |
| Typ Bo (6/22 PS)        | 1919–1924   | 4 Reihe  | 1570 cm³ | 22 PS (16,2 kW)     | 65 km/h                 |
| Typ Co (10/40 PS)       | 1919–1924   | 4 Reihe. | 1613 cm³ | 40 PS (29 kW)       | 80 km/h                 |
| Typ F (14/65 PS)        | 1923–1924   | 4 Reihe  | 3613 cm³ | 65 PS (48 kW)       | 100 km/h                |
| Supra Typ S (8/50 PS)   | 1924–1926   | 4 Reihe  | 1970 cm³ | 50–60 PS (37–44 kW) | 120–140 km/h            |
| Supra Typ J (12/60 PS)  | 1925–1926   | 6 Reihe  | 3120 cm³ | 60 PS (44 kW)       | 95 km/h                 |
| Supra Typ So (8/40 PS)  | 1925–1929   | 4 Reihe  | 1970 cm³ | 40 PS (29 kW)       | 100 km/h                |
| Supra Typ R (12/60 PS)  | 1926–1931   | 6 Reihe  | 3130 cm³ | 60 PS (44 kW)       | 95 km/h                 |
| Supra Typ RJ (13/70 PS) | 1931–1934   | 6 Reihe  | 3358 cm³ | 70 PS (51 kW)       | 95 km/h                 |
| Supra Typ A (18/90 PS)  | 1931–1934   | 8 Reihe  | 4673 cm³ | 90 PS (66 kW)       | 120 km/h                |

### Während des Nationalsozialismus
Im September 1934 wurde die Automobilproduktion eingestellt. Mit der BSW 98 wurde ab 1936 das erste steuer- und führerscheinfrei zu fahrende motorisierte Zweirad gefertigt. Nach Beginn des Zweiten Weltkrieges wurde die Produktion von Fahrrädern und Kinderwagen zugunsten von Karabinern, Maschinengewehren, 2-cm- und 3,7-cm-Flak und Kommandogeräten für Flugzeuge aufgegeben.

### Nach 1945
Fälschlicherweise wird das dreirädrige Duo oft auch Simson hinzugerechnet, da viele Teile aus dem Baukastensystem der sogenannten Simson-Vogelserie stammten. Dieses wurde jedoch nie von Simson gefertigt.

Eine Auswahl populärer Simson-Zweiräder
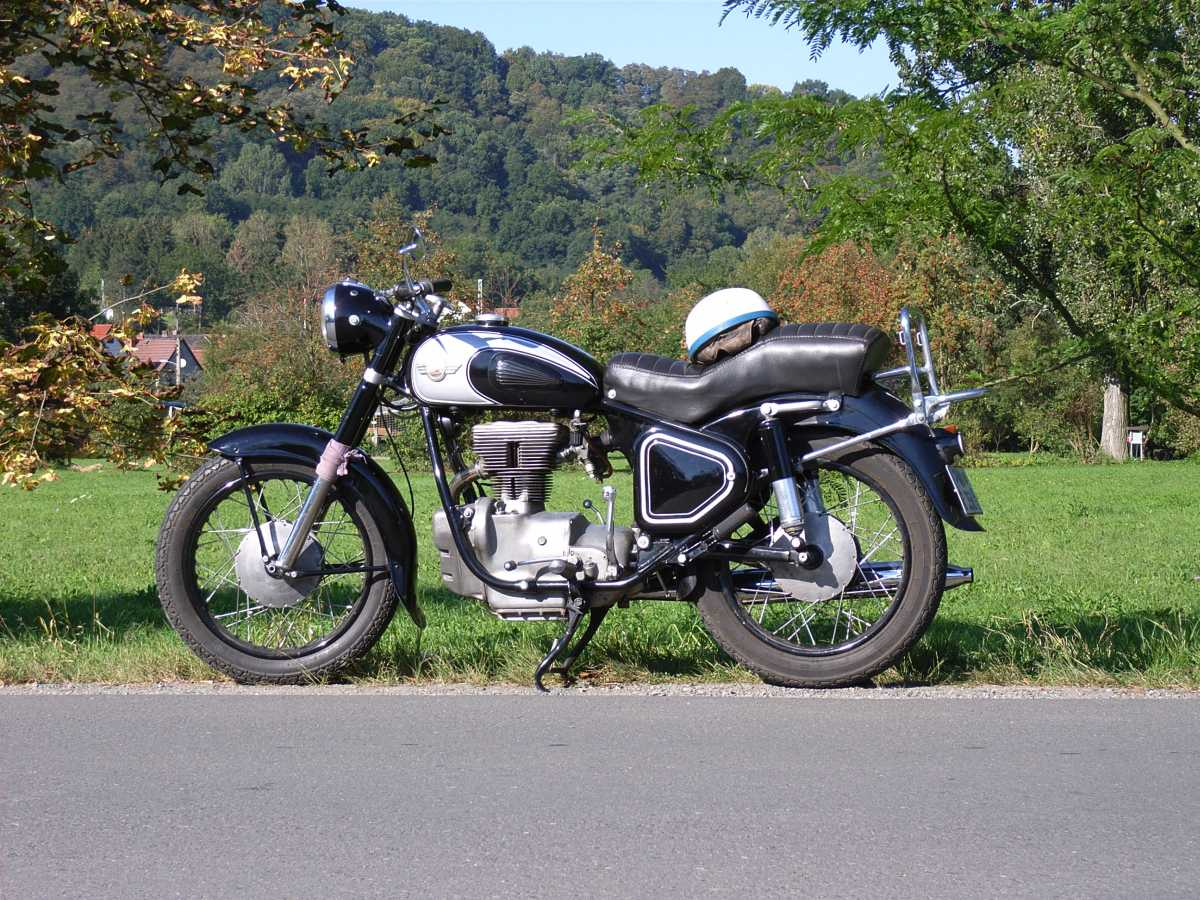
AWO 425 Sport
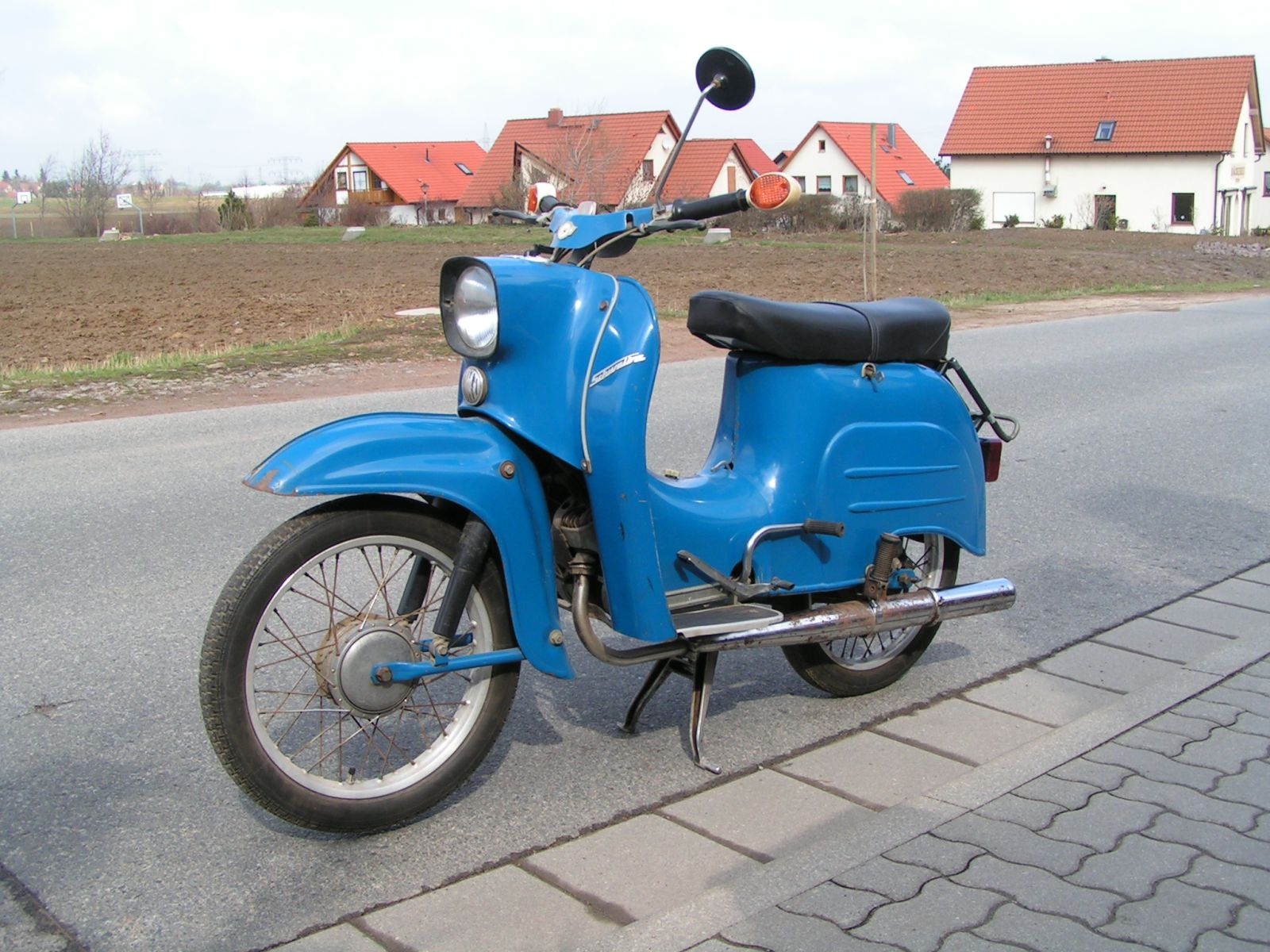
Simson Schwalbe
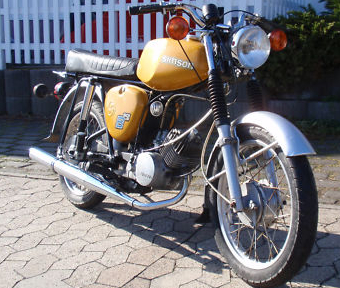
Simson S 50
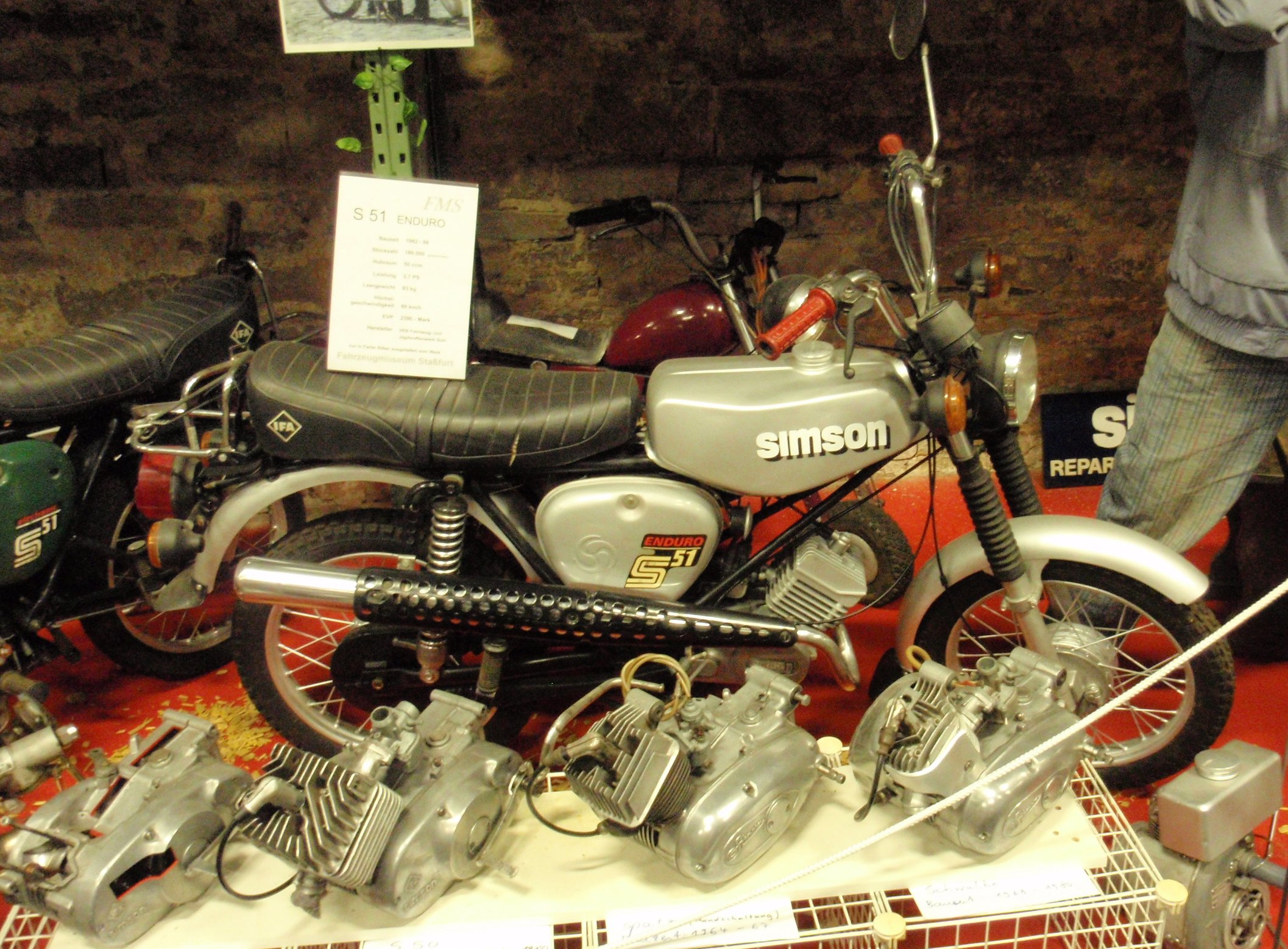
Simson S 51 (Enduro)
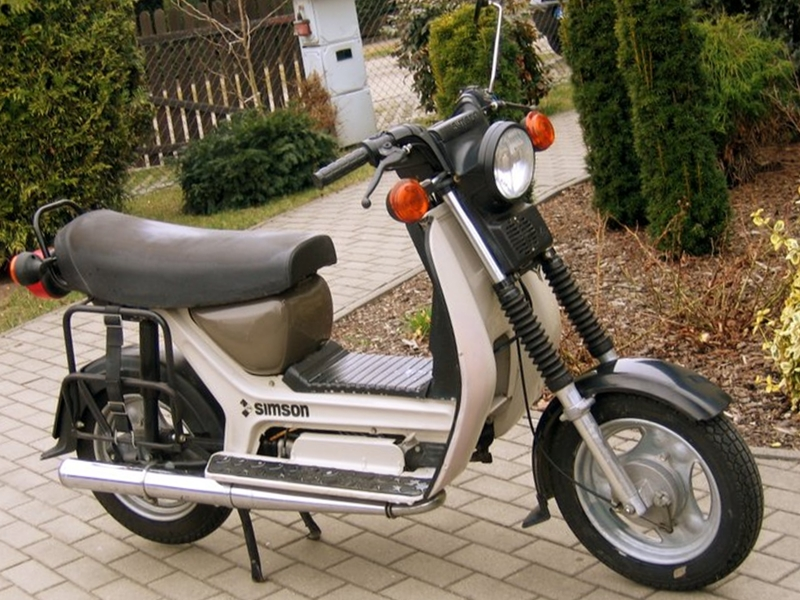
Simson SR50

Logo an späten DDR-Modellen

Ein bis zum 28. Februar 1992 auf dem Gebiet der DDR erstmals in den Verkehr gekommenes Simson Mokick (Kleinkraftrad) darf laut § 76 Nr. 8 lit c) der FEV in der Regel mit 60 km/h fahren, wobei andere Mopeds meist nur bis 50 km/h bzw. ab 2001 bis 45 km/h zugelassen sind. Die Ersatzteilversorgung fast aller Simson-Modelle wird von MZA in Vellmar und den Niederlassungen Meiningen (Produktion und Logistikzentrum) und Suhl (Lager) über ein bundesweites Händlernetz sichergestellt.
Im Anhängerbetrieb ist eine Geschwindigkeit von maximal 40 km/h zulässig (Anhänger muss mit 40-km/h-Schild gekennzeichnet sein und über Rück- bzw. Bremslicht verfügen). Die maximale Anhängelast beträgt 60 kg.
Der in Ibach/Schwarzwald erfundene Hotzenblitz wurde im Thüringer Fahrzeugwerk in Suhl zur Serienreife entwickelt. Bevor die Produktion aufgrund von Finanzierungsproblemen eingestellt werden musste, wurden in einer Vorserie ca. 140 Versuchsfahrzeuge, hauptsächlich vom Typ Hotzenblitz EL-Sport (Buggy), gefertigt.

## Film
- Simson – Fahrzeuge aus Suhl, MDR-Dokumentation aus der Reihe Spurensuche in Ruinen, 2011